# Danny Sorenson
Danny Sorenson is een personage in de Amerikaanse televisieserie NYPD Blue, dat gespeeld werd door Rick Schroder.
Sorenson was te zien van het 6e tot en met het 8e seizoen.
Acteur Schroder speelde tot dan toe vooral in televisiefilms. Hij wilde wel weer een langduriger rol spelen, maar was ook sterk gehecht aan zijn gezinsleven en privébezigheden. Daarom wilde hij alleen een rol in een serie die hem daadwerkelijk aansprak en wachtte hij totdat er een interessante kans langskwam. Voor Schroder was dat NYPD Blue, waarvoor hij uiteindelijk twee audities moest doen om de rol te krijgen. In 1998 verscheen hij voor het eerst in de serie.
In 2001 maakte Schroder bekend te willen stoppen met de rol omdat hij meer tijd met zijn gezin wilde doorbrengen. In augustus 2001 zou zijn vierde kind worden geboren en de lange opnamedagen maakten het moeilijk voor hem om voldoende tijd aan zijn gezin te besteden.

## Biografie
Sorenson werd geboren in Noorwegen maar kwam als kind naar Amerika. Hij vocht mee in de Golfoorlog van 1990-1991. Als politieman werd hij gekoppeld aan Andy Sipowicz, na de dood van diens vorige partner Bobby Simone, die stierf aan een hartziekte.
Sipowicz ziet Sorenson als zijn overleden zoon Andy Jr, waarbij hij soms erg overbezorgd is als Sorenson privéproblemen heeft, zoals herhaaldelijke nachtmerries en een alcoholprobleem.
Na een moeizaam begin klikt het uitstekend met Sipowicz, waarbij ze een goede band hebben.
Later in de serie is Sorenson echter aan lager wal geraakt. 
Hij heeft het enorm moeilijk omdat zijn vrouwelijke collega Diane Russell hem liet zitten, waarbij later de stoppen bij hem doorsloegen tijdens een verhoor en hij een verdachte verrot sloeg. Hij komt er echter goed vanaf.
Later moet hij undercover werken in de Tailfeathers, een stripclub in New York. 
Daar leert hij een stripper Kristen kennen en dan gaat het compleet bergaf met hem. 
Andy vindt het welletjes en vist Sorenson in de bar op.
Bij Danny's appartement hebben ze een goed openhartig gesprek.
Andy gaat na dit gesprek met een goed gevoel naar huis.
De volgende dag komt Danny echter niet opdagen op het werk en de stripper Kristen werd dood teruggevonden in Danny's appartement. Hij wordt maandenlang vermist. Een informant vertelt op het bureau dat hij een paar maanden eerder tegen betaling in opdracht van de Tailfeathers iemand moest begraven en hij duidt de plaats aan. Andy vreest dat het Sorenson zal blijken te zijn. Dat blijkt inderdaad het geval te zijn.
Sorensen werd opgevolgd door John Clark, gespeeld door Mark-Paul Gosselaar.

## Karakter
Het karakter van Sorensen is door Rick Schroder omschreven als een gepassioneerd politieman met een afkeer voor emoties. Zolang het gesprek over het werk gaat, functioneert Sorensen prima, maar hij klapt dicht zodra het over persoonlijke onderwerpen gaat. Gedurende de serie groeide de band tussen Sorensen en Sipowicz, en het nuchtere en gevoelige karakter van de jongensachtige Sorensen werd door recensenten gewaardeerd.
De ontwikkeling van het personage Sorensen is ook bekritiseerd: zo zou de hint van een donker randje om zijn karakter nooit zijn doorontwikkeld door de schrijvers en werd niet echt duidelijk wat de reden was van zijn persoonlijke problemen.